# A Tribute to Jack Johnson
Albums de Miles Davis
Live-Evil
(1970) On the Corner
(1972)
A Tribute to Jack Johnson est un album de jazz fusion de Miles Davis enregistré en 1970 comme bande-son du documentaire de Bill Cayton sur Jack Johnson, premier boxeur noir à avoir acquis en 1908 le titre de champion du monde poids lourds.

## Historique
Miles Davis, amateur et pratiquant la boxe, est sollicité pour écrire la musique du documentaire. Il se charge également du texte illustrant la pochette de l'album. Teo Macero effectue le montage à partir des bandes d'enregistrement de l'été 1970 et de quelques emprunts de In a Silent Way.
L'album est particulièrement "percutant" en particulier avec l'intro de John McLaughlin à la guitare sur Right Off et de la présence du démonstratif batteur Billy Cobham dont c'est la première collaboration avec Miles Davis.
À la fin de Yesternow, on entend l'acteur Brock Peters dire :

"I'm Jack Johnson–heavyweight champion of the world! I'm black! They never let me forget it. I'm black all right; I'll never let them forget it."
("Je suis Jack Johnson – champion du monde poids lourds ! Je suis noir ! Ils ne me laissent jamais l'oublier. Je suis noir, pour sûr ; je ne les laisserai jamais l'oublier.")
En 2003 paraît un coffret de 5 CD, The Complete Jack Johnson Sessions, avec l'enregistrement intégral des deux séances qui ont servi au montage de l'album.

## Titres
| Piste | Titre du morceau | Composé par | Durée |
| ----- | ---------------- | ----------- | ----- |
| 1.    | Right Off        | Miles Davis | 26:53 |
| 2.    | Yesternow        | Miles Davis | 25:34 |

## Musiciens

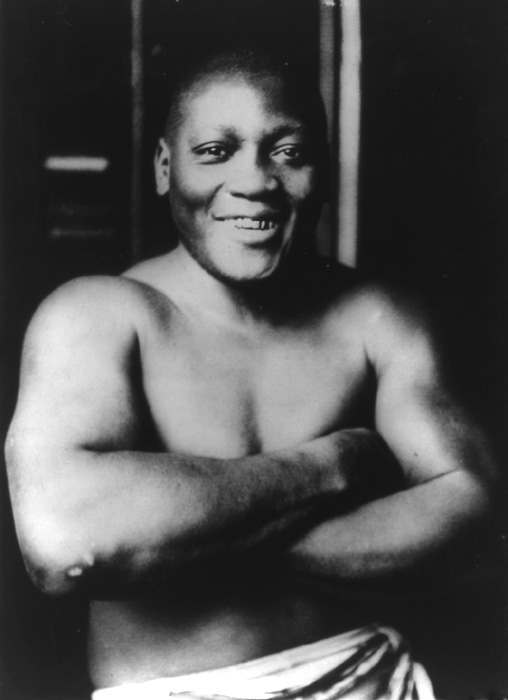
Jack Johnson

- Séance du 7 avril 1970 (première piste et moitié de la seconde) :
  - Miles Davis - Trompette
  - Steve Grossman - Saxophone soprano
  - John McLaughlin - Guitare électrique
  - Herbie Hancock - Orgue
  - Michael Henderson - Basse électrique
  - Billy Cobham - Batterie
- Séance du 18 février 1970 (moitié de la deuxième piste, à partir environ de 12:55) :
  - Miles Davis - Trompette
  - Bennie Maupin - Clarinette basse
  - John McLaughlin - Guitare électrique
  - Sonny Sharrock - Guitare électrique
  - Chick Corea - Piano électrique
  - Dave Holland - Basse électrique
  - Jack DeJohnette - Batterie

## Citations
« La musique a collé parfaitement au film. Mais quand le disque est sorti, il a été enterré. Aucune promotion. A mon avis, parce que c'était une musique sur laquelle on pouvait danser. Et aussi parce qu'on y trouvait beaucoup de choses que jouaient les musiciens de rock blancs : les gens ne voulaient pas qu'un musicien de jazz noir fasse ce genre de musique. Enfin, les critiques ne savaient pas par quel bout le prendre. Alors Columbia n'a fait aucune promotion. Beaucoup d'artistes de rock l'ont entendu, n'en ont pas parlé publiquement, mais sont venus me dire qu'ils l'adoraient. »

— Miles Davis avec Quincy Troupe, Miles. L'autobiographie, Infolio, 2007, p. 335.

« À partir de 1966, le studio devient un champ d'expérimentation permanent et les bandes ne cessent de tourner. Tout est enregistré et les bobines, s'accumulent entre 1967 et 1975, dans les armoires de la Columbia. Teo Macero trie, coupe, monte, en principe sur les instructions de Miles. Mais il semble bien qu'un grand nombre de plages aient été entièrement réalisées par Macero, comme celle figurant sur Jack Johnson. »

— Franck Bergerot, Miles Davis, Introduction à l'écoute du jazz moderne, Seuil, 1996, p.149.